# Przeszczepienie nerki

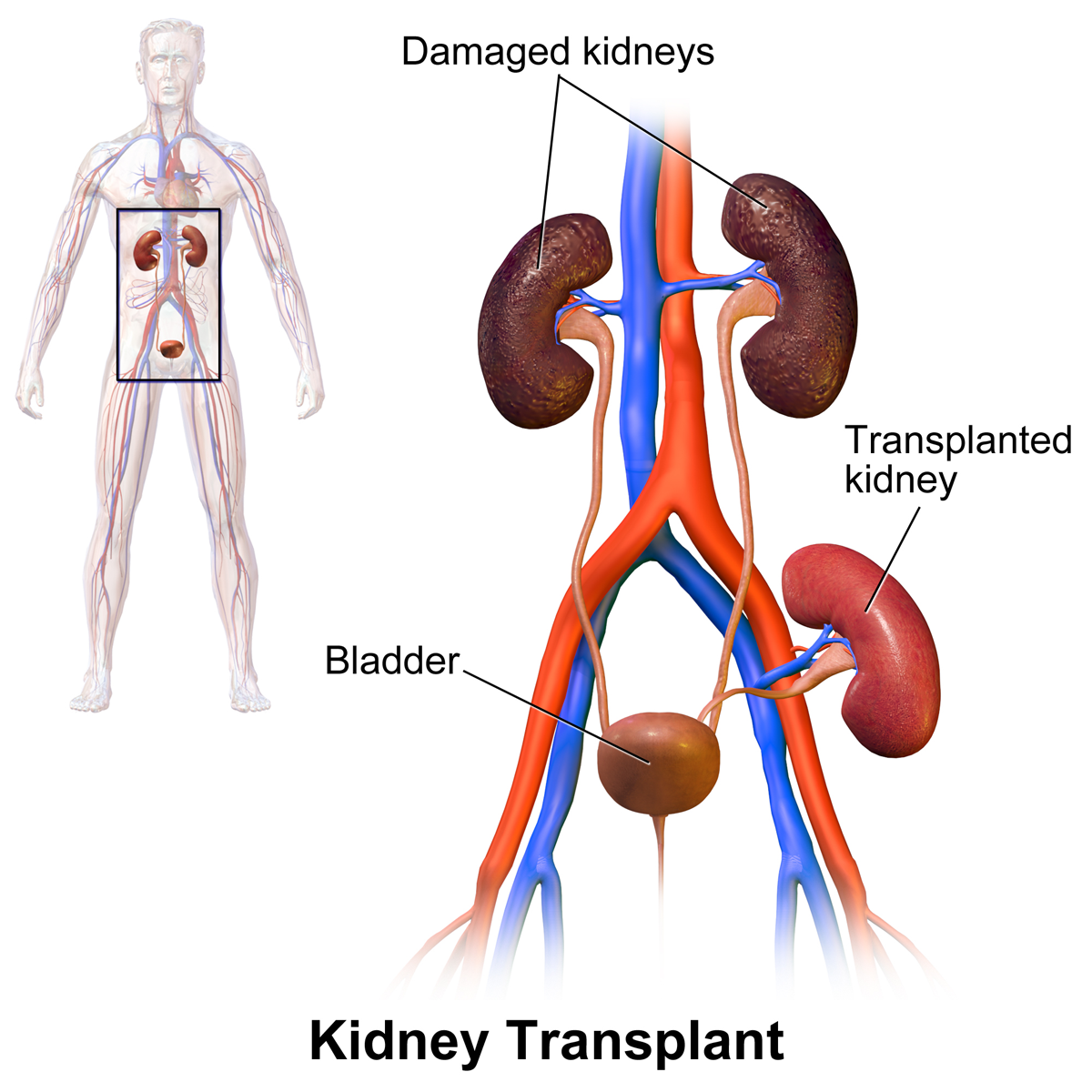
Nerkę wszczepia się do naczyń biodrowych i umieszcza w dole biodrowym, a nie w przestrzeni zaotrzewnowej w okolicy lędźwi (jak nerki własne)

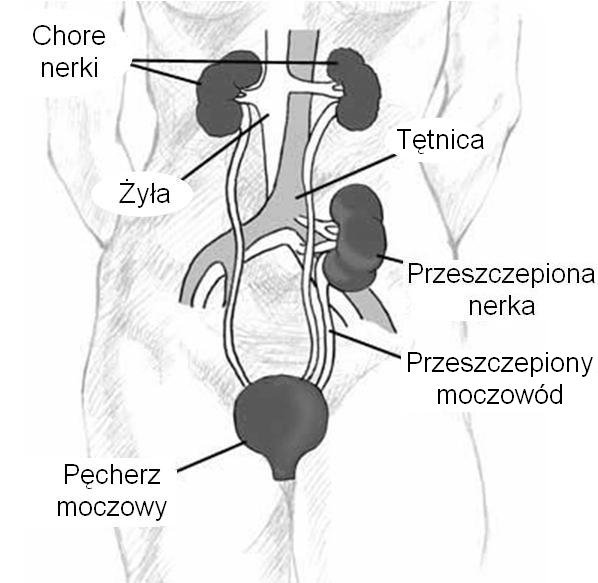
Nerka dawcy jest zwykle umiejscawiana poniżej swojego położenia anatomicznego

Przeszczepienie nerki – zabieg medyczny polegający na operacyjnym wprowadzeniu do ciała biorcy zdrowej nerki (pochodzącej od żywego lub zmarłego dawcy), która przejmuje funkcję filtracyjną. Przeszczepienie jest metodą z wyboru leczenia przewlekłej niewydolności nerek w stadium zaawansowanym (wymagającym regularnych dializ).
Kwalifikacją do zabiegu i zgłoszeniem pacjenta do krajowej listy osób oczekujących na przeszczepienie zajmuje się prowadzący lekarz specjalista; proces wyszukania odpowiedniego biorcy i pobrania narządu jest nadzorowany przez koordynatorów transplantacji na szczeblu lokalnym i regionalnym. Sama operacja polega na dokonaniu dwóch połączeń naczyniowych (tętniczego i żylnego) oraz umocowania fragmentu moczowodu do pęcherza moczowego biorcy. Ze względu na występującą zwykle niezgodność tkankową biorca musi do końca życia przyjmować leki immunosupresyjne.
Na świecie rocznie dokonuje się około 80 tysięcy przeszczepień nerek; w Polsce liczba ta od dziesięciu lat kształtuje się na poziomie 900–1150. Głównym czynnikiem wpływającym na śmiertelność, oprócz komplikacji okołozabiegowych, pozostaje ryzyko odrzucenia przeszczepu. Przeciętnie w Polsce po 5 latach 76–88% przeszczepionych nerek nadal spełnia swoje funkcje; lepsze rokowanie zapewnia dobra zgodność tkankowa i pochodzenie narządu od dawcy żywego.

## Historia
Pierwszym udanym przeszczepieniem nerki opisanym w literaturze naukowej był eksperyment austriackiego chirurga Emericha Ullmanna w 1902 roku. Dokonał on połączenia pobranej wcześniej psiej nerki z naczyniami szyi zwierzęcia, co przyczyniło się do wznowienia wydzielania moczu. Mimo wzmożonego zainteresowania i podjęcia pionierskich prób z udziałem ludzi nie uzyskano pozytywnych wyników z uwagi na brak znajomości fizjologii układu odpornościowego i, wskutek tego, natychmiastowe odrzucenie transplantu. Prace nad przeszczepieniami allogenicznymi umożliwiły jednak wypracowanie technik nowoczesnej chirurgii naczyniowej przez Alexisa Carrela, za co uhonorowano go Nagrodą Nobla w 1912 roku.

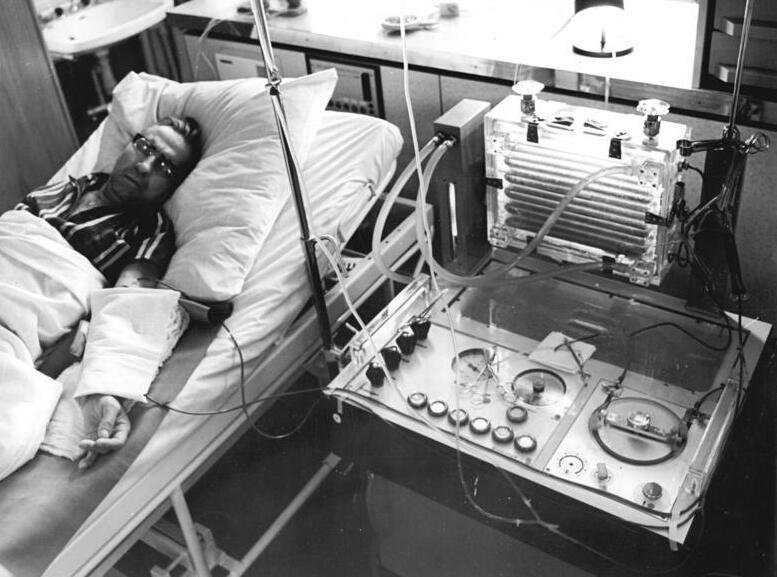
W czasach przed upowszechnieniem transplantacji pacjenci z niewydolnością nerek byli skazani na uciążliwą dializoterapię.

Opisanie w latach 50. przez Petera Medawara zjawiska odrzucania przeszczepu oraz następne badania nad sposobami jego uniknięcia (indukowanie tolerancji nabytej) stało się bodźcem do podjęcia kolejnych prób (m.in. David Hume, 1950). Brak leków immunosupresyjnych uniemożliwiał jednak osiągnięcie pomyślnych rezultatów pomimo opanowania trudności technicznych. Sposobem na uniknięcie tego problemu stało się wykonanie zabiegu u bliźniąt jednojajowych. Kolejnym krokiem było poddanie przyszłych pacjentów działaniu promieni rentgenowskich, co skutecznie niszczyło układ immunologiczny biorcy. Zarówno Medawar, jak i Murray otrzymali Nagrodę Nobla z dziedziny nauk medycznych.
Upowszechnienie leków immunosupresyjnych w latach 60. zapewniło systematyczny postęp w dziedzinie transplantologii. Przedłużoną pracę przeszczepu umożliwił rozwój technik typowania tkankowego, konserwacji narządów i stopniowe nabywanie doświadczenia klinicznego. Zdefiniowanie pojęcia „śmierć mózgu” w 1965 roku i określenie dwa lata później tak zwanych kryteriów harwardzkich dostarczyło praktycznego narzędzia do uporządkowania kwestii etycznych związanych z pobieraniem narządów.
Na przestrzeni kolejnych dziesięcioleci przeszczepianie nerki stało się uznaną metodą leczenia stanów krańcowej niewydolności tego narządu. Po wprowadzeniu kolejnej generacji farmaceutyków w rodzaju cyklosporyny (początek lat 80.) przeżywalność przeszczepu wzrosła na tyle, że transplantacja stała się dla szerokiego grona pacjentów terapią lepiej rokującą niż dializa. Poszerzenie liczby wskazań przyczyniło się jednak również do znacznego wydłużenia kolejki oczekujących na operację, głównie ze względu na nierównomiernie wolniejszy przyrost liczby dawców. Pomimo wprowadzenia przeszczepów rodzinnych i od osób niespokrewnionych, przy jednoczesnym redukowaniu inwazyjności zabiegu (nefrektomia laparoskopowa – Lloyd E. Ratner, 1995), liczba organów zdatnych do transplantacji jest wciąż niezadowalająca.
Główną nadzieją dla chorych są prowadzone próby z przeszczepami odzwierzęcymi. Stworzenie metodą inżynierii genetycznej świń, pozbawionych obcych dla ludzi glikoprotein śródbłonka, jest uważane za największy do tej pory sukces. Hodowla zwierząt przeznaczonych do pozyskiwania organów wciąż budzi jednak liczne zastrzeżenia: należy uwzględnić komplikacje natury etycznej, ryzyko mimowolnego przeniesienia chorób odzwierzęcych oraz wpływ różnic w fizjologii na długoterminowe efekty leczenia. Alternatywą byłoby opracowanie sztucznej nerki bądź jej substytutu metodami inżynierii tkankowej. Skomplikowana struktura organu nie sprzyja jednak tego typu wysiłkom.
W Polsce pierwszy udany przeszczep nerki przeprowadzono 26 stycznia 1966 roku. Było to przeszczepienie nerki od zmarłego dawcy, a narząd dostała 18-letnia wówczas uczennica.  

## Wskazania do zabiegu
Podstawowym wskazaniem do transplantacji jest przewlekła choroba nerek w krańcowym stadium; jest ona definiowana objawowo jako spadek wielkości przesączania kłębuszkowego poniżej 15%. Badania do przeszczepienia można zacząć wykonywać, jeżeli przesączanie kłębuszkowe jest poniżej 20%. Przeszczepienie może jednak przynieść poprawę w praktycznie każdym przypadku niewydolności narządu; tzw. przeszczepy wyprzedzające (pre-emptive transplants), które dają możliwość uniknięcia dializoterapii, są wykonywane coraz częściej u osób, które posiadają w rodzinie zgodnych dawców.

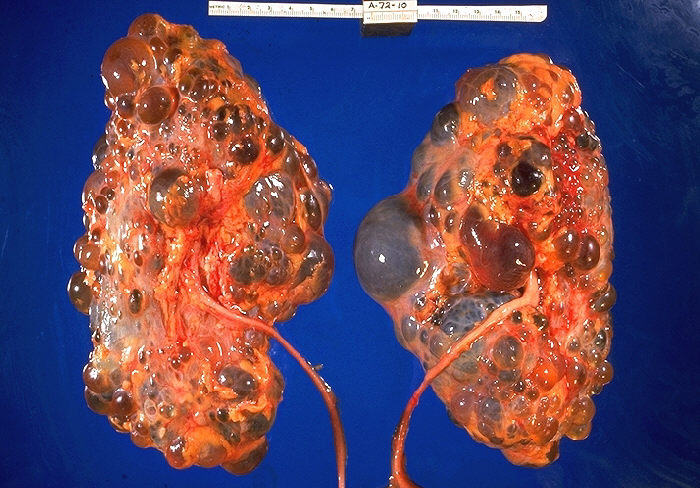
Nerki chorego na wielotorbielowatość nerek – dziedziczny zespół wielotorbielowatości

Trzy najczęściej spotykane choroby, które prowadzą do uszkodzenia nerek to cukrzyca typu II (cukrzycowa choroba nerek), kłębuszkowe zapalenie nerek i nadciśnienie tętnicze (naczyniowe stwardnienie nerek). Do pozostałych znaczących przyczyn można zaliczyć: wielotorbielowatość nerek, chorobę Alporta, nefropatię immunoglobulinową, toczeń rumieniowaty, śródmiąższowe zapalenie nerek, odmiedniczkowe zapalenie nerek i uropatia zaporowa. Gorsze rokowania dają guzy nerki i niektóre stany nekrotyczne.
Operacja nie może być przeprowadzona u osób przechodzących choroby zakaźne lub aktualnie leczących się z powodu chorób onkologicznych; leki immunosupresyjne ułatwiają niekontrolowany rozrost drobnoustrojów oraz sprzyjają powiększaniu się guzów. Przejście choroby nowotworowej w przeszłości nie jest przeciwwskazaniem do transplantacji, jednak zwykle wymagane jest odczekanie przynajmniej dwóch lat, by uniknąć nawrotu. W każdym wypadku należy mieć świadomość, że nawrót choroby nowotworowej występuje dość często (13% przypadków, wcześniej zdrowych od 5 lat). Szansę na przeszczepienie zmniejsza przewidywana niezgodność tkankowa, wysoki poziom immunizacji oraz stany mogące niezależnie przyczynić się do zwiększenia śmiertelności i przedłużonej rekonwalescencji: zaawansowany wiek, choroby sercowo-naczyniowe, itp.

## Kwalifikacja dawcy

### Dawca żywy

#### Przewidywane ryzyko
Przeszczepianie narządu od dawcy żywego daje znacząco lepsze rezultaty niż w wypadku pobrań od osób zmarłych. Przyczynia się do tego głównie ogólny lepszy stan nerki oraz skrócony czas sztucznego podtrzymania funkcji narządu poza organizmem człowieka. Olbrzymie zapotrzebowanie na organy nie usprawiedliwia jednak ryzykowania zdrowia potencjalnego dawcy. Operacje takie są wykonywane wyłącznie, jeśli dawcy nie zagraża żadne niebezpieczeństwo; w praktyce oznacza to, że zostają nimi głównie osoby między 18 a 55 rokiem życia o idealnym stanie zdrowia.
Każdy poważny zabieg chirurgiczny niesie ze sobą pewne ryzyko. W wypadku nefrektomii śmiertelność okołooperacyjna wynosi około 0,03-0,05% (1-3 na 10000 osób), w tym 0,01% (1/10000) podczas samej procedury. Ból po zabiegu utrzymuje się 2-4 dni; zwykle można go znacznie złagodzić odpowiednio dawkowanymi środkami przeciwbólowymi. Do najczęściej spotykanych komplikacji pozabiegowych można zaliczyć problemy ze zrastaniem rany i nawracające zespoły bólowe (3,2% pacjentów). Blizna ma długość kilkunastu centymetrów w wypadku laparotomii lub ok. 8 cm + 3x1cm, kiedy nerka została usunięta laparoskopowo. Dawca wychodzi ze szpitala w przeciągu tygodnia od zabiegu, po 5 tygodniach następuje całkowity powrót do zdrowia.
Brak jednej nerki nie wpływa w żaden widoczny sposób na funkcjonowanie organizmu. Dzięki kompensacyjnemu przerostowi drugiej, wskaźniki funkcji nerek pozostają w normie (czasami spotykany niewielki białkomocz nie stanowi zagrożenia), a przewidywana długość życia nie zmienia się w odniesieniu do reszty populacji. Kobiety, które ofiarowały się zostać dawcami mogą zajść w ciążę i urodzić zdrowe dziecko.

#### Kryteria doboru
Potencjalny dawca musi mieć dwie zdrowe nerki, nie wykazujące żadnych odchyleń w standardowych testach stanu układu wydalniczego: klirensie kreatyniny, ogólnym badaniu moczu, dobowym białkomoczu i posiewu bakteryjnego moczu. Ogólny stan zdrowia zostanie oceniony na podstawie wyników badań krwi (grupa, morfologia, parametry biochemiczne), EKG, RTG klatki piersiowej i USG jamy brzusznej. Standardowym wymogiem jest również aktualne szczepienie przeciwko wirusowemu zapaleniu wątroby typu B. Odpowiednie testy specjalistyczne mają na celu stwierdzenie stopnia zgodności tkankowej. Przed operacją wykonuje się badania obrazowe (arteriografia, tomografia komputerowa bądź – rzadziej – rezonans magnetyczny), mające pomóc w wyborze strony operacji i ułatwić pracę ekipie chirurgów.

#### Przeszczepy rodzinne
Przeszczepy pochodzące od członków rodziny wciąż uzyskują lepsze długoterminowe rezultaty lecznicze niż te od osób zmarłych. Wybór dawcy następuje po przeprowadzeniu wyczerpującego wywiadu lekarskiego, w którym oceniane są również motywacje kierujące potencjalnym żywym dawcą. Krew zgłaszającego poddawana jest odpowiednim próbom immunologicznym. Z powodów prawnych wymaga się pisemnego potwierdzenia decyzji.

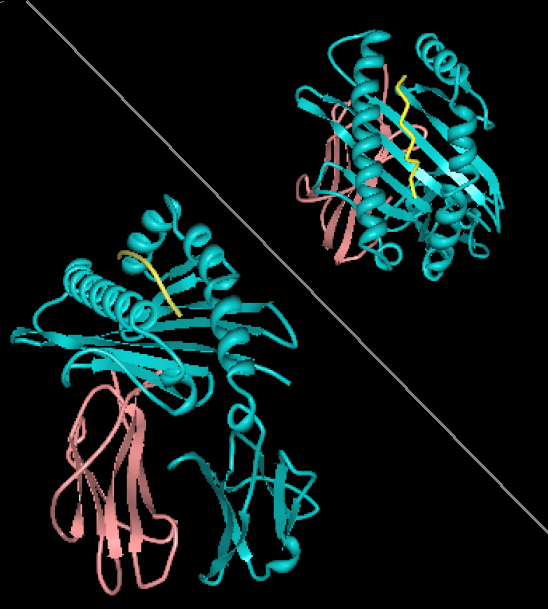
Antygen klasy HLA-A

##### Zgodność tkankowa u dawców żywych
Wyznaczenie dawcy musi być uzasadnione wystarczającą zgodnością tkankową, aby zminimalizować ryzyko nadostrego i ostrego odrzucenia przeszczepu. Antygeny układu HLA to produkty ekspresji kilku genów ulokowanych blisko siebie na krótkim ramieniu chromosomu 6. Typowanie dawcy obejmuje porównanie zgodności 3 z nich: DR (7 punktów za wspólny allel) B (4 pkt.) i A (1 pkt.). Łącznie można uzyskać 24 punkty; w wypadku powtórnej transplantacji wymagane są informacje o stopniu niezgodności z poprzednim organem, co mogło spowodować swoiste uczulenie.
Dowiedziono, że dobór odpowiedniego profilu HLA istotnie wpływa na wyniki transplantacji od dawców żywych. Wynika to przede wszystkim z tego, że geny te są zwykle dziedziczone łącznie (niska ilość rekombinacji), przez co dziecko posiada po jednym zestawie alleli identycznym z ojcem i z matką. Wśród rodzeństwa odpowiednie prawdopodobieństwa wynoszą: całkowitej zgodności – 1/4, połowicznej (jeden wspólny haplotyp) – 1/2 i całkowitego braku – 1/4.
Do realizacji przeszczepienia wymaga się także zgodności pod względem grupy krwi AB0 (różnice w układzie Rh nie są istotne) i bezpośrednią próbę krzyżową. W tej drugiej limfocyty dawcy są inkubowane z surowicą biorcy, aby sprawdzić, czy w organizmie biorcy znajdują się specyficzne przeciwciała skierowane przeciwko którejś z klas HLA dawcy.

#### Przeszczepy od osób niespokrewnionych
Do niedawna transplantacje nerek od żywych dawców spoza najbliższej rodziny nie były uważane za zasadne. Brak wystarczającej liczby dawców zmarłych, postępy w farmakoterapii oraz gotowość do dużych poświęceń ze strony osób silnie związanych emocjonalnie z chorym (np. małżeństwa) kazały zrewidować ten pogląd. W tym momencie takie zabiegi są ogólnie uznane przez środowisko lekarskie (w Polsce wykonywane za zgodą sądu) i pomagają wielu (szczególnie w Ameryce Płn.) uniknąć długiego okresu czekania na przeszczep. Ich skuteczność jest porównywalna do tych od dawców spokrewnionych o niezgodnych profilach HLA.
Wielopoziomowa koordynacja transplantacji pozwala na tworzenie „łańcuchów dobrej woli” (ang. daisy chains), w sytuacji kiedy członek rodziny deklaruje chęć oddania nerki, która nie spełnia wymaganej zgodności tkankowej. Dawcą zostaje wówczas osoba obca, a narząd krewnego jest przeznaczany dla innej rodziny. Możliwe są również „przeszczepy krzyżowe”. jeżeli dwie rodziny są w stanie wzajemnie sobie pomóc.

#### Kwestie ekonomiczne
Transplantacja jest leczeniem kosztownym (przeciętna cena według różnych szacunków wynosi 50.000-100.000 USD), jednak w dłuższej perspektywie korzystniejszym ekonomicznie od dożywotniego obciążenia dializą (ok. 45.000 USD rocznie). Pacjent po przebyciu przeszczepienia ma również szansę na powrót do normalnego funkcjonowania w społeczeństwie. Kierując się powyższymi przesłankami Ministerstwo Zdrowia w Polsce w całości refunduje zabieg i późniejsze leczenie immunosupresyjne biorcy (koszt terapii może wynieść nawet 1.600 USD miesięcznie). W USA dopiero ustawa z marca 2009 roku zagwarantuje osobom pozostającym w publicznym programie Medicare całkowity zwrot kosztów leczenia, niezależnie od bieżącej sytuacji finansowej.
Handel organami ludzkimi jest zabroniony przez większość krajów zachodnich (w Polsce na podstawie art. 18.1 Ustawy o pobieraniu i przeszczepianiu komórek, tkanek i narządów). Pomimo tego desperacja wśród liczby chorych, oczekujących na zabieg, oraz obietnica szybkiego zysku dla ubogich dawców kuszą do łamania przepisów. Rozwojowi tzw. „turystyki transplantacyjnej” starają się solidarnie przeciwdziałać liczne krajowe i międzynarodowe stowarzyszenia lekarzy specjalistów, jednak pojawiają się również głosy za legalizacją tego typu działań.

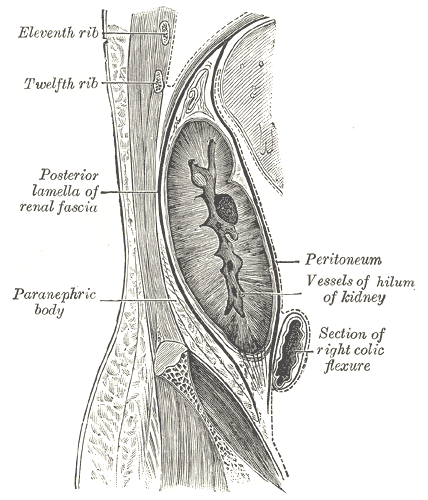
Położenie anatomiczne nerki, przekrój w płaszczyźnie czołowej

### Dawca zmarły
W wypadku braku osoby z rodziny, mogącej ofiarować nerkę, przeszczep od osoby zmarłej uważa się za dostateczną alternatywę. Popularność tej procedury zawdzięcza się upowszechnieniu koncepcji śmierci mózgu. Mózg jest organem najbardziej wrażliwym na przerwy w dostawie tlenu i w sytuacjach krytycznych jako pierwszy przestaje spełniać swoje funkcje. U osób, które doznały nieodwracalnego uszkodzenia OUN, możliwe jest jednak sztuczne utrzymanie krążenia i wentylacji. Umożliwia to odzyskanie niektórych organów wewnętrznych.

### Kryteria doboru
Optymalnym dawcą jest poprzednio zdrowy pacjent w wieku od 3 do 65 lat, u którego doszło do śmierci mózgu z powodu innego niż zdarzenie mózgowonaczyniowe (udar mózgu niedokrwienny lub krwotoczny). Gwałtowny wzrost zapotrzebowania na transplantacje doprowadził jednak do zdefiniowania kategorii „dawców marginalnych”, którzy nie spełniają części z wymaganych kryteriów oceny jakości narządu. Bardziej zdecydowana terapia lekami steroidowymi i skuteczna perfuzja pozwalają przeciwdziałać w tych wypadkach niektórym niekorzystnym zmianom.
Bezwzględnym przeciwwskazaniem do pobrania nerki jest:
- Stwierdzenie w wywiadzie choroby nowotworowej, z wyłączeniem niektórych nowotworów mózgu, skóry i zmian in situ szyjki macicy.
- Stwierdzenie zakażenia wirusem HIV lub jego podejrzenie ze względu na przynależność do grup wysokiego ryzyka itp.
- Stwierdzenie zakażenia wirusem zapalenia wątroby typu B (antygen powierzchniowy HBV)
- Stwierdzenie zakażenia wirusem zapalenia wątroby typu C
- Stwierdzenie ciężkiego zakażenia bakteryjnego (bakteriemia, urosepsis, gruźlica)
- Podejrzenie ciężkiego uszkodzenia narządu (podwyższone stężenie kreatyniny w surowicy, uszkodzenie mechaniczne, choroba nerek w przeszłości)[42]

Rutynowo przeprowadza się odpowiednie badania dodatkowe, które, tak jak w wypadku dawcy żywego, pomagają ocenić ogólny stan kliniczny dawcy. Jakość samej nerki opisuje się podług skali punktowej. Uwzględnia ona czynniki ryzyka, mogące niekorzystnie odbić się na pracy narządu w przyszłości: nadciśnienie tętnicze, udar mózgu jako przyczyna zgonu, wiek, szacunkowy wskaźnik filtracji kłębuszkowej (według Cockrofta-Gaulta) i układ HLA. Wynik pozwala zakwalifikować przypadek do grupy potencjalnych dawców, dawców marginalnych lub wykluczyć możliwość przeszczepienia.

### Pozostałe kwestie u dawców zmarłych
Terapia wstępna u dawców zmarłych. Poszukując sposobów na uniknięcie konfliktu immunologicznego, część badaczy wystąpiła z propozycją, aby dawcę również traktować przed zabiegiem lekami steroidowymi. Miało to na celu usunięcie krwinek białych, obecnych w tkance śródmiąższowej narządu. Sprzeczne wyniki takiego postępowania sugerują, iż w reakcji immunologicznej równie ważną rolę odgrywają np. komórki śródbłonka czy komórki dendrytyczne, których usunąć się nie da. Aktualnie prowadzone są prace nad koncepcją całkowicie przeciwną: zachowanie jak największej ilości komórek układu odpornościowego ma przyczynić się do wywołania stanu tolerancji.
Zgodność tkankowa. Brak konfliktu w układzie HLA sprzyja pomyślnym wynikom długoterminowym. Przez dłuższy czas dopasowanie pod względem tkankowym u dawców zmarłych nie było jednak uważane za wystarczająco istotne (szczególnie w Ameryce), aby równoważyć wysokie nakłady na odpowiednie badania i prowadzenie bazy danych wyników. Obecnie korzyści, wynikające z pełnego dopasowania kompletu sześciu antygenów, nie są kwestionowane.
Dawcy po ustaniu krążenia. Patrz niżej.

## Konserwacja narządów
Różnorodność wykorzystywanych obecnie technik transplantacyjnych umożliwia przeszczepianie zarówno całych narządów, poszczególnych tkanek, jak i zarodków. Przejściowy brak kontaktu z naturalnym otoczeniem wymusza stosowanie specjalnych procedur, mających na celu uniknięcia szkodliwych konsekwencji braku wymiany gazowej, uszkodzeń podczas transportu i możliwości infekcji drobnoustrojami. Tkanki (krew, skóra) można przechowywać przez dłuższy okres (dni, tygodnie), jednakże unaczynione narządy wymagają podjęcia szybszych działań (od 6 do 24 godzin).

### Stosowane metody
W wypadku nerki najbardziej efektywnym sposobem przechowywania jest poddanie jej ciągłej perfuzji narządowej roztworem koloidowym w obniżonej temperaturze środowiska, co umożliwia funkcjonowanie do 72 godzin. Zwykle jednak tak długa przerwa nie jest wymagana i do utrzymania funkcji organu wystarczą o wiele prostsze środki.
Standardową procedurą pozostaje zanurzenie nerki w roztworze konserwującym, oziębionym do 0-4 °C. Umożliwia to utrzymanie narządu do 48 godzin bez znacznego nakładu środków. Idea polega na dobraniu mieszanki elektrolitów, które są w stanie utrzymać równowagę jonową pomiędzy obiema stronami błony komórkowej, osmolalność i kwasowość otoczenia. Do najczęściej używanych środków zalicza się:
- roztwór Collinsa (wysokie stężenie potasu, magnezu, anionów siarczanowych, glukozy lub innego cukru) i EuroCollinsa (bez MgSO4)
- roztwór izotoniczny na bazie kwasu cytrynowego
- roztwór HTK według Bretschneidera (z zawartością histydyny, tryptofanu i ketoglutaranu jako roztworu buforowego)
- bufor fosforanowy z dodatkiem sacharozy
- roztwór UW (University of Winsconsin), uważany za najskuteczniejszy, zawierający (oryginalnie) m.in. laktoglukonian, rafinozę lub skrobię modyfikowaną[45].

### Przygotowanie dawcy
Funkcja organów musi być kontrolowana już na etapie ich usunięcia z ciała pacjenta. Służy temu utrzymanie odpowiedniej objętości krążących płynów ustrojowych, równowagi kwasowo-zasadowej i wysokiego stopnia perfuzji. Aplikuje się wedle potrzeb mannitol, chlorazepinę, heparynę i katecholaminy. Dzięki stosowaniu l-argininy (endogenny substrat do produkcji tlenku azotu, gazu o działaniu naczyniorozkurczowym) uszkodzenia naczyń ograniczono do minimum.
W krajach wykonujących wiele rodzajów transplantacji do 80% dawców zmarłych służy jako źródło więcej niż jednego narządu. Narzuca to potrzebę kompleksowej weryfikacji kryteriów i ścisłego przestrzegania kolejności pobrań. Odłącza się narządy w takim porządku, w jakim ich naczynia odchodzą od aorty, zaczynając od serca. Oznacza to, że nerki są usuwane dopiero po narządach klatki piersiowej, wątrobie i trzustce. Na ekipie pobierającej ciąży obowiązek przywrócenia zwłokom godnego i estetycznego wyglądu.

#### Dawcy po ustaniu krążenia
Oddzielną kategorią dawców (szczególnie w Ameryce) są osoby, które przed nieodwracalnym urazem świadomie zadeklarowały wolę zostania dawcami narządów, ale nie zaakceptowały definicji śmierci mózgowej. Pacjent ma szansę zostać dawcą w chwili stwierdzenia u niego całkowitego ustania krążenia. Po orzeczeniu zgonu ekipa ma bardzo niewielką ilość czasu na to, aby przygotować się do pobrania narządów. Ciało jest pośpiesznie schładzane i traktowane dużymi dawkami leków przeciwzakrzepowych. Aby uniknąć kontrowersji etycznych, ekipa pobierająca nie może uczestniczyć w żadnym wcześniejszym etapie leczenia pacjenta.

## Kwalifikacja biorcy
W procesie leczenia chorego na przewlekłą niewydolność nerek momentem zwrotnym pozostaje decyzja o skierowaniu go na zabieg transplantacji. Z uwagi na wymóg przestrzegania do końca życia ścisłych zaleceń lekarskich i możliwe komplikacje musi być to dobrze przemyślany krok, należycie uzasadniony dotychczasowym przebiegiem choroby. Nadmierny pośpiech może okazać się błędem, gdyż postęp choroby jest zmienny w czasie i przedwczesne narażenie pacjenta na ryzyko operacji i reżim leczenia immunosupresyjnego jest bezzasadne. Dostępne wyniki badań porównawczych jednoznacznie świadczą o wyższości transplantacji nad kontynuowaniem procesu dializy. Już po 6-9 miesiącach po operacji wskaźniki opłacalności obu terapii kształtują się na tym sam poziomie, a później przebiegają znacznie korzystniej dla przeszczepienia. Podobnie rezultaty przeszczepów wyprzedzających są bardziej zachęcające niż zabiegów u ludzi, którzy byli poddani przez pewien czas dializoterapii.

### Wymagane badania lekarskie
Ocena zdrowia chorego wymaga standardowych badań przeglądowych oraz następujących testów diagnostycznych zorientowanych pod kątem przyszłej operacji:
- Badania na nosicielstwo wirusów: HBV, HCV, HIV i CMV oraz serologiczne odczyny kiłowe
- Klirens kreatyniny, stan przytarczyc, stan dróg moczowych
- Cytologia szyjki macicy u kobiet
- Badania na krzepliwość krwi
- Badania immunologiczne, zgodne z tym, co zostało napisane w wypadku doboru potencjalnych dawców: zgodność w zakresie grup AB0, HLA i bezpośredni test krzyżowy (crossmatch)
- Ocena funkcji układu pokarmowego i stanu psychicznego
- W wypadku osób cierpiących na dolegliwości układu krążenia, cukrzycę, choroby układowe – badania ukierunkowane na konkretne przypadłości[50].

### Przeciwwskazania
Wszelkie problemy zdrowotne towarzyszące chorobie nerek powinny być rozwiązane przed zabiegiem. W szczególności przypadłości sercowo-krążeniowe, które mogą być zredukowane poprzez zabieg chirurgiczny, czy infekcje bakteryjne (od zwykłego przeziębienia po gruźlicę) muszą być usunięte. Infekcja HBV albo HIV sama w sobie nie jest przeciwwskazaniem do zabiegu, ale jest nim poważna niewydolność wątroby oraz pełnoobjawowy zespół AIDS. Po przebyciu choroby nowotworowej zaleca się odczekać 2-5 lat przed podjęciem transplantacji – nawroty raka u pacjentów poddanych immunosupresji są nierzadko spotykane. Istnieją szczegółowe ustalenia dotyczące większości spotykanych w tych wypadkach przypadłości, które obowiązują na terenie danej kliniki. Na wyższe ryzyko komplikacji są zawsze narażone osoby otyłe i uzależnione od tytoniu. Kolejny raz warto zaznaczyć, że przeszczep nie może wywoływać konfliktu immunologicznego przy rutynowych testach zgodności.

### Wzbudzanie immunotolerancji
Szeroko praktykowanym postępowaniem było dawniej obustronne wycięcie własnych nerek biorcy. Miało to zapobiec reakcji autoimmunologicznej na przeszczep, która mogłaby być wywołana, jeżeli jego przyczyną był stan zapalny pierwotnej pary narządów. Praktyka kliniczna nie potwierdziła tych obaw i aktualnie przyjęte jest pozostawianie nerek, jeżeli nie wiążą się z nimi oporne na leczenie infekcje, niekontrolowane nadciśnienie, obfity białkomocz, guzy nowotworowe lub dziedziczna wielotorbielowatość. Innym popularnym zabiegiem, który obecnie zaniechano, było wycięcie śledziony (splenektomia). Przynosi ono nieswoisty efekt immunosupresyjny, jednak nie wpływa na przeżywalność długoterminową przeszczepu. Transfuzje krwi przyczyniają się do zmniejszenia ryzyka przewlekłego odrzucania narządu. Dokładne wyjaśnienie tego zjawiska pozostaje nieznane, jednak może się to wiązać zarówno z faktycznym efektem immunosupresyjnym jak i wcześniejszym rozpoznaniem konfliktu immunologicznego u „uczulonych” biorców. Znaczenie tego zjawiska umniejszyło wprowadzenie nowej generacji środków farmaceutycznych, które porównywalnie redukują ryzyko odrzutu (oba efekty nie sumują się) bez obawy przeniesienie chorób wirusowych.
Podobne możliwości zdaje się stwarzać przeszczep szpiku; w istocie u pacjentów po przeszczepieniu obserwuje się zjawisko mikrochimeryzmu w zakresie różnych tkanek.

## Techniki zabiegowe

### Nefrektomia u dawcy zmarłego
Przed upowszechnieniem się operacji transplantacji innych narządów, nerka była usuwana w identyczny sposób u dawcy żywego jak i martwego. W chwili obecnej standardem jest usunięcie obu nerek en bloc, przy jednoczesnym utrzymaniu przepływu płynu do perfuzji. Jama otrzewnej jest otwierana poprzez cięcie wzdłuż pośrodkowej linii ciała, zaczynające się od wcięcia nadmostkowego, aby ułatwić usunięcie narządów położonych ponad przeponą. Jeżeli w obszarze jamy brzusznej nie stwierdzono żadnych zmian patologicznych, jelita zostają odciągnięte na bok i przecina się otrzewną ścienną, przykrywającą m.in. aortę i żyłę główną dolną (IVC). Z przestrzeni zaotrzewnowej usuwa się dwunastnicę i trzustkę, tak aby uzyskać dostęp do naczyń krwionośnych.
Po wypreparowaniu naczyń, dochodzących do pobieranych narządów, aorta i IVC są przecinane tuż nad miejscem rozwidlenia. W ich światło wprowadza się kaniule o dostatecznie szerokiej średnicy, którymi rozpoczyna się wsteczną perfuzję. Nerki, które natychmiast stają się blade i zimne, wypreparowuje się, uważając na struktury wnękowe i moczowody. Pełny blok obejmujący nerki zawieszone na szypule naczyniowej, wraz z odchodzącymi od nich moczowodami, jest wycinany i natychmiast lokowany w basenie z zimnym roztworem do konserwacji. W takich warunkach można dość swobodnie dokończyć preparowanie.

Cięcie boczne u dawcy nerki (uwidoczniono trzy najniższe żebra)

### Nefrektomia u dawcy żywego

#### Laparotomia
Operację przeprowadza się w znieczuleniu ogólnym. Zwykle do pobrania wybiera się nerkę lewą, od której odchodzą dłuższe naczynia żylne, co ułatwia powtórne umocowanie. Ważniejszym kryterium jest jednak liczba tętnic, które zasilają narząd; pojedyncze naczynie zmniejsza ilość wymaganych zespoleń.
Istnieje wiele odmiennych technik przeprowadzania samej operacji. Brzuch zwykle zostaje otwarty cięciem bocznym. Po przekrojeniu powięzi nerkowej odsłaniana jest krzywizna większa nerki wraz z górnym biegunem, a następnie struktury wnęki. Mniejsze naczynia krwionośne należy podwiązywać z pewną dozą ostrożności, aby zbytnie naprężenia nie wpłynęły ujemnie na perfuzję organu. Moczowód jest uwalniany wraz z przylegającą do niego tkanką, aby przypadkowo nie przerwać źródeł ukrwienia.
Pobranie narządu przeprowadza się często równocześnie do operacji biorcy; z przecięciem tętnicy i żyły nerkowej czeka się do momentu przygotowania warunków na wprowadzenie transplantu. Z usuniętej nerki zalegająca krew jest wymywana płynem Ringera z dodatkiem heparyny. Narząd trafia do miski z lodem i roztworem konserwującym, gdzie mogą być przeprowadzane do końca zabiegi oczyszczania go z otaczających fragmentów powięzi i tkanki tłuszczowej. Tak przeprowadzona procedura jest uznana za wysoce skuteczną i możliwie bezpieczną dla dawcy. Pomimo wieloletniej praktyki w wykonywaniu nefrektomii, pacjenci niechętnie poddają się takim operacjom, głównie ze względu na strach przed zabiegiem i świadomością grożących powikłań. Wychodząc naprzeciw tym obawom, od połowy lat 90. intensywnie rozwijane są małoinwazyjne metody pobierania nerek do przeszczepu.

#### Metoda laparoskopowa
Zabieg laparoskopowy ma kilka znaczących zalet w porównaniu do operacji wykonywanych na otwartym brzuchu. Pacjenci po laparoskopii szybciej wychodzą ze szpitala (średnio o 2 dni), potrzebują mniej silnych środków przeciwbólowych oraz wcześniej powracają do pełnej aktywności zawodowej (zwykle po 16. zamiast 52. dniach rekonwalescencji). W przypadku zespołu doświadczonych specjalistów z tej dziedziny jest ona równie bezpieczna i efektywna jak jej tradycyjny odpowiednik. Przy wszystkich wymienionych zaletach tego podejścia należy również wspomnieć o ograniczeniach, jakie ono narzuca. Mała liczba przystosowanych ośrodków (np. w wypadku Polski) powoduje, że nie można jeszcze dokonać ostatecznego porównania skuteczności obu metod. Wiedza o radzeniu sobie z ewentualnymi komplikacjami jest nadal ograniczona, z powodu czego technikę laparoskopową używa się głównie do najmniej skomplikowanych przypadków (nerka lewa, pojedyncza tętnica, itp.) Decydującym argumentem na rzecz laparoskopii pozostaje jednak jej społeczna akceptacja, dająca w rezultacie wzrost liczby potencjalnych dawców.

### Transplantacja
Pacjent zostaje poddany znieczuleniu ogólnemu. Przy przeprowadzaniu połączeń naczyniowych istotne jest należyte zwiotczenie mięśni gładkich, najlepiej środkami nieobciążającymi nerek i wątroby. Obecnie praktykuje się lokowanie nerki po przeciwnej stronie do miejsca jej pobrania, tak aby leżący powierzchownie moczowód był łatwo dostępny w razie późniejszych interwencji urologicznych. Przed wykonaniem połączeń jest czas na dokładne wypreparowanie struktur przeszczepianego narządu i odpowiednie uformowanie zakończeń naczyń.

Operacja biorcy. Przeszczepioną nerkę łączy się zwykle z naczyniami biodrowymi zewnętrznymi.

Nacięcie (skośne według Rutherforda-Morisona, lub pochodne), poprowadzone równolegle do więzadła pachwinowego, ciągnie się od guzka łonowego do kolca biodrowego przedniego górnego. Dostęp do przestrzeni zaotrzewnowej można uzyskać bez przecinania znacznych partii mięśni przedniej ściany jamy brzusznej. W celu odkrycia pęcherza moczowego należy przeciąć naczynia nabrzuszne dolne, a u kobiet dodatkowo więzadło obłe macicy. Z powodu ryzyka niepożądanych komplikacji struktury powrózka nasiennego pozostawia się nienaruszone.
Naczynia nerki są przyszywane do naczyń biodrowych biorcy. W zależności od długości struktur, pozostających do dyspozycji operatora, połączenie jest dokonywane na poziomie tętnicy i żyły biodrowej wewnętrznej lub zewnętrznej (najczęstsza opcja). Jeżeli są obecne dodatkowe nerkowe naczynia tętnicze, łączy się je wspólnie jeszcze przed zabiegiem; w wypadku żył obfite krążenie oboczne zapewnia dopływ krwi, nawet przy usunięciu dodatkowych odgałęzień. Tego typu odmiany anatomiczne występują często (25-30% przypadków).

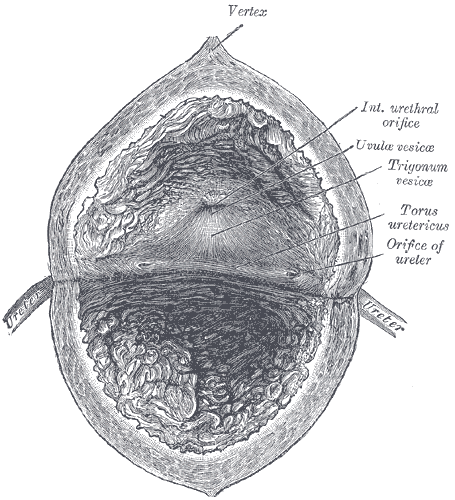
Przekrój anatomiczny przez pęcherz moczowy

Powstały różne koncepcje zespolenia moczowodu z pęcherzem. Zaleca się, aby moczowód przechodził pod powrózkiem nasiennym, w celu uniknięcia nadmiernych napięć i skręceń. Technika Litcha przewiduje nacięcie mięśniówki i błony śluzowej pęcherza, do której doszywany jest koniec przewodu. Odmienne podejście obejmuje wprowadzenie fragmentu moczowodu do środka zbiornika i zaszycie go „od wewnątrz”. W trudniejszych przypadkach miedniczkę nerkową łączy się bezpośrednio z miedniczką, moczowodem lub pęcherzem biorcy. W każdym wypadku czynione są starania, aby zapobiec cofaniu się płynu. Pęcherz na czas operacji wypełnia się błękitem metylowym bądź innym środek antyseptycznym. Wprowadzenie do moczowodu stentu zapewnia drożność i zabezpiecza przed możliwym przeciekiem; wyjmuje się go w późniejszym okresie.
Pozostawianie w zaszytej ranie cewnika odprowadzającego płyn wzbudza pewne zastrzeżenia z powodu zwiększonego ryzyka zakażenia bakteryjnego. W razie zaistnienia takiej potrzeby, powinien być to całkowicie zamknięty system, usuwany przy najbliższej możliwości.

#### Transplantacja u dzieci
Różnice występują wyłącznie u małych dzieci; starsze wiekiem, w tym nastolatki, są operowane identycznie jak osoby dorosłe.
Dziecięcy dawca. Nerki pochodzące od małych dawców (<15 kg) mogą być dostarczone biorcy dorosłemu, jednak wskazane jest wówczas przeszczepienie naraz obydwu, w układzie pojedynczym (en bloc). Krążenie jest przywracane przez połączenie pnia aorty i IVC, z których odchodzą naczynia nerkowe, do naczyń biodrowych biorcy.
Dziecięcy biorca. U pacjentów ważących mniej niż 20 kg preferowany jest dostęp przezotrzewnowy. Pod okrężnicą wstępującą istnieje wystarczającą ilość miejsca, aby nerkę połączyć bezpośrednio z dalszym odcinkiem aorty i żyły głównej dolnej. Zespolenie dokonane do bocznej ściany pnia naczyniowego nie powinno w rezultacie dawać komplikacji (na przykład względnej stenozy) w okresie intensywnego wzrostu dziecka. Część urologiczna pozostaje bez zmian.

#### Przeszczepianie nerki z trzustką
U osób cierpiących na zaawansowaną formę cukrzycy typu I przeprowadza się czasem łączne przeszczepienie obu organów, najbardziej zniszczonych przez postępującą chorobę. Narządy można pobrać razem tylko od dawcy zmarłego; jeżeli istnieje możliwość przekazania samej nerki od kogoś z rodziny, należy tę szansę wykorzystać. Transplantacja trzustki będzie przeprowadzona wówczas w późniejszym czasie.

### Opieka po zabiegu
Jeżeli nie doszło do uszkodzenia nerki z powodu przejściowego niedokrwienia, diureza powinna rozpocząć się w przeciągu kilku minut od wznowienia krążenia. Największym wyzwaniem staje się kontrola objętości płynów w organizmie; stan hipowolemii nie sprzyja poprawnej pracy narządu, gdy tymczasem ich nadmiar może przyczynić się do poważnych zaburzeń w gospodarce elektrolitami.
Leki i woda mogą być podawane doustnie już w przeciągu pierwszej doby po zabiegu, ponieważ dzięki dostępowi zaotrzewnowemu funkcja jelit nie była zakłócana. Cewnik jest usuwany w przeciągu paru dni. Leki obniżające ciśnienie, zobojętniające kwas oraz o działaniu przeciwgrzybiczym pomagają w szybszym przywróceniu homeostazy organizmu. Antybiotyki (trimetoprym, sulfametaksazol) zabezpieczają przed infekcją dróg moczowych. Zwykle powrót do zdrowia następuje szybko i spontanicznie, pod warunkiem, że na dysfunkcję nerek nie nakładały się inne schorzenia.

## Zarys terapii immunosupresyjnej
Na niepowodzenie transplantacji nerki mogą wpłynąć zarówno mechanizmy o podłożu komórkowym jak i humoralnym. Terapia ma na celu zmniejszenie ryzyka odrzucenia przez wpływ na każdy z możliwych mechanizmów reakcji.

Wzór chemiczny cyklosporyny

### Klasyczny repertuar
Od lat 80. nieodzownymi lekami pozostają inhibitory kalcyneuryny (cyklosporyna, takrolimus), które blokują produkcję interleukin – związków potrzebnych do koordynacji funkcji komórek układu odpornościowego. Znany jest szeroki zakres skutków ubocznym tych specyfików: nadciśnienie, hiperkalcemia, hiperlipidemia, zmiany troficzne dziąseł, dna moczanowa. Znamienne jest postępujące upośledzenie funkcji nerek o charakterystycznym przebiegu (zwłóknienie śródmiąższowe, mikrozwapnienia w cewkach, zanik cewek), pojawiające się, gdy następuje konieczność stosowania dużych dawek.
Działanie przeciwzapalne i immunosupresyjne hormonów kory nadnerczy wpłynęło na wykorzystanie ich sztucznych pochodnych (prednizon) w dziedzinie transplantologii. Pomimo że same nie są w stanie zapobiec odrzuceniu (zmniejszają głównie jego objawy), podawane z pozostałymi środkami wykazują efekt synergistyczny. Do skutków ubocznych, wynikających z ich zróżnicowanej aktywności fizjologicznej, zaliczyć trzeba nadciśnienie, zaburzenia gospodarki wodno-elektrolitowej, obraz zespołu Cushinga, osteoporozę, hiperlipidemię czy zmiany nastroju.
Kwas mykofenolowy (oraz ester) okazał się bardziej efektywny niż azatiopryna w terapii łączonej. Inhibitor syntezy puryn de novo, przeciwdziała namnażaniu się limfocytów T i B, które nie posiadają innych wystarczająco wydajnych szlaków wytwarzania zasad azotowych. Długoterminową konsekwencją jest leuko- i trombocytopenia oraz biegunki.

### Nowsze środki
Sirolimus (rapamycyna) i ewerolimus, strukturalnie podobne do takrolimusu, mają odmienny mechanizm działania: blokują szlak przekazywania sygnału (kinaza mTOR) wymagany do rozpoczęcia syntezy DNA u stymulowanych cytokinami komórek T. Duże nadzieje, związane ze znaczącym zmniejszeniem odsetka ostrych reakcji odrzucenia oraz rzekomym brakiem nefrotosyczności, osłabły, gdy badania wieloośrodkowe dowiodły zwiększonego poziomu kreatyniny we krwi oraz większej częstotliwości reakcji niepożądanych niż u pacjentów leczonych inhibitorami kalcyneuryny. Z powodu kolejnych wysuwanych zastrzeżeń ich rola ograniczana jest do przypadłości ściśle związanych z zaburzeniami blokowanego szlaku (np. niektóre nowotwory).
Najnowsze prace koncentrują się na konstruowaniu przeciwciał i białek fuzyjnych, które mają hamować specyficzne szlaki przekazywania sygnału limfocytów (np. dwustopniowa aktywacja komórek T).

## Problemy spotykane u pacjentów po przeszczepieniu

### Odrzucenie narządu
Wczesna diagnoza odrzucania przeszczepu pozwala na natychmiastowe podjęcie kroków w celu utrzymania funkcji narządu i zapobieżenia nieodwracalnym uszkodzeniom. Typowy obraz kliniczny charakteryzuje się gorączką, obrzękiem oraz tkliwością w miejscu odpowiadającym lokalizacji przeszczepu. Stosowane w dzisiejszych czasach farmaceutyki mogą jednak znacznie złagodzić objawy, czyniąc proces trudniejszym do rozpoznania.
Należyte wysiłki powinny być skierowane na wykluczenie innych przyczyn pogorszenia się stanu pacjenta. Ultrasonografia dopplerowska (lub angiografia RM) są przydatne do oceny przepływu krwi w obrębie nerki, nawet jeżeli nie stwierdzono zmian w ilości produkowanego moczu. Za pomocą badania można wykazać istnienie zakrzepicy żyły nerkowej (rzadko spotykane powikłanie), wykluczyć niedrożność moczowodu, potwierdzić obecność płynu (mocz, krew, limfa). Przy początkowo prawidłowej pracy nerki najczulszym wskaźnikiem zmian jest podniesienie się poziomu kreatyniny w osoczu (nefrotoksyczność spowodowana lekami powinna w tym wypadku ustąpić po zmniejszeniu dawki). Ostatecznego dowodu może dostarczyć biopsja narządu.
Terapia polega na podawaniu dożylnym np. metyloprednizolonu (silniejszy steroid) przez 3 doby. Brak odpowiedzi jest wskazaniem do włączenia przeciwciał, zwykle OKT3 lub globuliny anytytymocytarnej. W przypadku uszkodzeń wywołanych odpowiedzią humoralną stosowana jest plazmafereza, kroplówki z immunoglobuliną lub przeciwciała monoklonalne.
Klasyfikacja odrzuceń:
- nadostre, rozwijające się w wypadku obecności przeciwciał przeciwko tkankom dawcy (niezgodność grup AB0 bądź HLA). Obecnie rzadko spotykana. W wypadku rozwinięcia się odpowiedzi na przestrzeni kilku pierwszych dni po zabiegu – nazywane przyśpieszonym;
- ostre, wynikające z odpowiedzi immunologicznej u pacjenta nie uczulonego wcześniej na antygeny dawcy. Przychodzi 7-21 dni po transplantacji, w przeciągu pierwszych 3 miesięcy przynajmniej jeden epizod zdarza się praktycznie w co drugim przypadku (dawca zmarły);
- przewlekłe, będące utajonym procesem, ujawniającym się dopiero po dłuższym okresie. Przyczynę postępującej niewydolność narządu potwierdza biopsja: hipertrofia tętniczek i tętnic w obrębie miąższu, glomerulopatia, zwłóknienie śródmiąższowe.

### Nawracające przypadłości
Transplantacja nie wpływa na przyczyny choroby, która spowodowała stan niewydolności. Z tego względu nowy narząd jest w równym stopniu narażony na potencjalne uszkodzenia, spowodowane w szczególności chorobami układowymi. Poniżej wymieniono niektóre z nich:

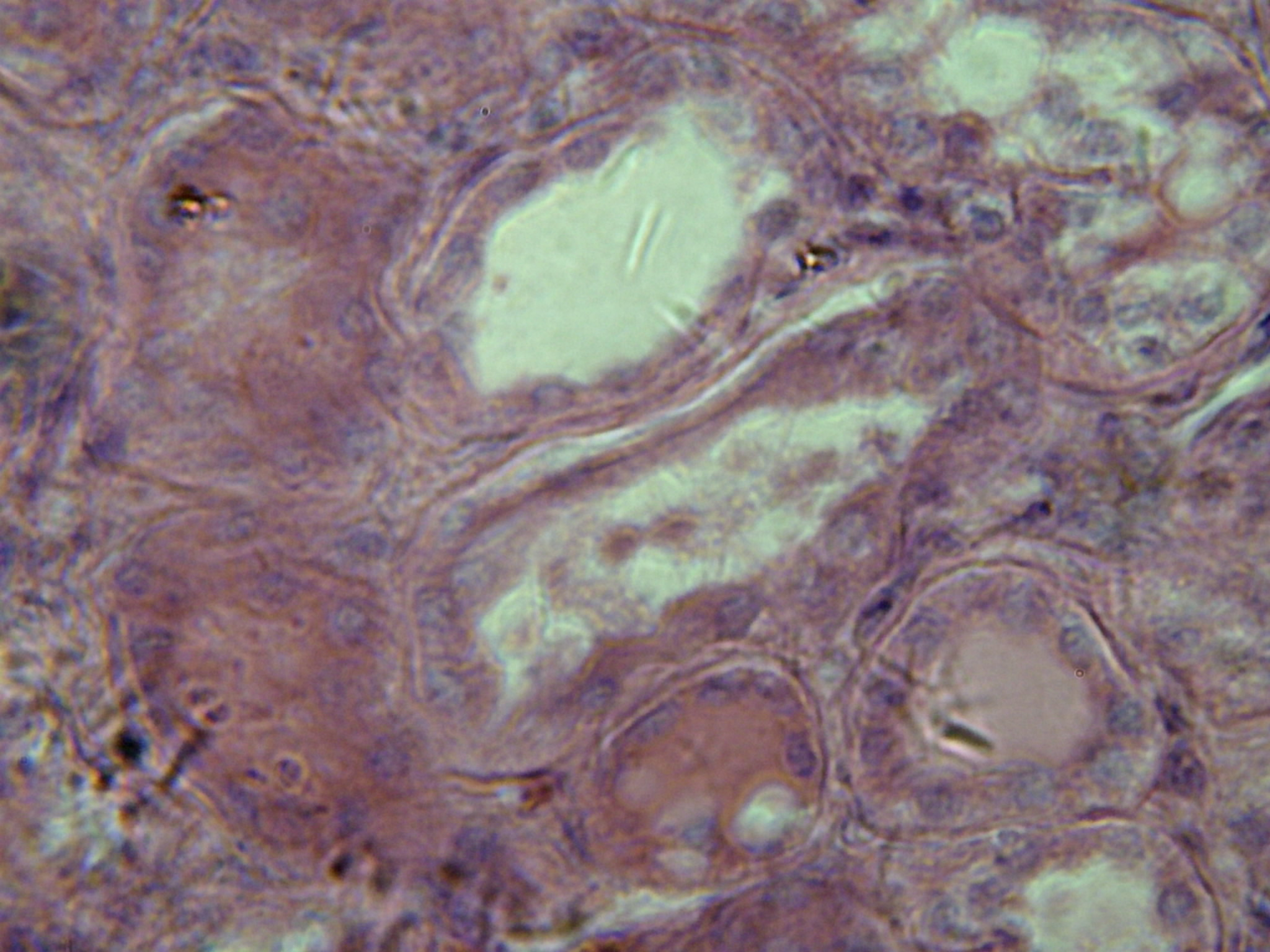
Obraz histopatologiczny przewlekłego zapalenia nerek

- Nawracające kłębuszkowe zapalenie nerek. Ponowne szerzenie się stanu zapalnego jest dosyć częstym zjawiskiem (nawet u 8,4% chorych[90]), jednak rzadko prowadzi do utraty przeszczepu. Jego późne konsekwencje są nadal przedmiotem analiz.
- Kolagenozy. Przeszczepienie często prowadzi do złagodzenia objawów.
- Cukrzyca. Zaawansowana cukrzycowa choroba nerek pozostaje częstą przyczyną wykonywania zabiegu; aby ponownie doszło do ponownego rozwinięcia objawów, potrzeba 10-20 lat. Zakończone sukcesem przeszczepienie trzustki może zapobiec wczesnym zmianom[91].
- Cystynoza. Ponowne odkładanie się złogów cysteiny jest możliwe, jednak zwykle nie zakłóca funkcji nerki.
- Nadmierne odkładanie się szczawianów w ustroju (oxalosis). Do odwrócenia biegu choroby potrzebna jest uprzednia transplantacja wątroby. W innym wypadku przeszczepiona nerka może szybko ulec ponownemu zniszczeniu.

### Powikłania pooperacyjne

#### Komplikacje techniczne
Powikłania rozwijające się w przeciągu kilku dni po zabiegu zwykle wiążą się z problemami technicznymi, napotkanymi w trakcie operacji. Są rezultatem niepowodzeń w przywróceniu ciągłości naczyń lub moczowodu albo konsekwencją uszkodzeń samego transplantu. Odróżnienie ich od zespołu ostrego odrzucania może sprawić znaczne trudności.
Niedrożność tętnicy nerkowej; zakrzepica tętnicza. Powinna być zawsze uwzględniona jako jedna z możliwych przyczyn zaniku wydzielania moczu po przebytej operacji, mimo iż zdarza się rzadziej od ostrej martwicy kanalikowej lub komplikacji urologicznych. Wymaga natychmiastowej interwencji operacyjnej, gdyż narząd w stanie całkowitego niedokrwienia doznaje nieodwracalnych szkód w przeciągu kilku minut. Zakrzepica spowodowana np. jest uszkodzeniem naczynia w trakcie zabiegu lub jego nieprawidłowym ułożeniem w jamie ciała (skręcenie, obecne naprężenia).
Niedrożność żyły nerkowej; zakrzepica żylna. Formowanie się skrzepów w naczyniach żylnych nerki (lub znajdujących się w jej sąsiedztwie) związane jest również z nieprawidłowym ułożeniem transplantu. Zwykle wystarczy rozpocząć terapię przeciwzakrzepową; w razie wystąpienia zatorowości płucnej – operacja z założeniem filtru do IVC. Zwężeniom żyły nerkowej zapobiega się chirurgicznie (np. angioplastyka z założeniem stentu, by-passu).
Krwotoki. Nadmierne krwawienie jest stosunkowo rzadko spotykane, wynika zwykle z powiązanych z pierwotną chorobą koagulopatii lub niewłaściwego podwiązania któregoś z drobniejszych naczyń. Inne powody: pęknięcie naczynia w wypadku dawcy dziecięcego (trudność z dostosowaniem do ciśnienia krwi osoby dorosłej), infekcja.
Przetoki tętniczo-żylne; tętniaki. Naprawiane za pomocą interwencji chirurgicznej. Można wykryć je we wczesnym, niezagrażającym transplantowi stadium za pomocą ultrasonografii dopplerowskiej (obserwuje się zaburzenia hemodynamiczne).
Nadciśnienie. Więcej niż połowa biorców nerki cierpi z powodu nadciśnienia. Do najczęstszych stanów, przyczyniających się do takiego stanu zalicza się zaburzenia w pracy przeszczepu, terapię immunosupresyjną i problemy z pierwotnymi nerkami dawcy. Ważnym diagnostycznie powodem bywa zwężenie tętnicy nerkowej (RTAS); podejrzewa się je nawet w 23% wypadków. Najlepsze rozwiązanie stanowi angioplastyka przezskórna, ew. pełny zabieg chirurgiczny.
Niedrożność moczowodu. Bezmocz pojawiający się zaraz po operacji spowodowany jest zwykle obrzękiem, skręceniem lub zaczopowaniem samego moczowodu, pęcherza lub cewnika. Część z tych problemów ustępuje sama lub wymaga tylko przepłukania światła przewodu. Poważne zaburzenia (zwłóknienie, martwica, przetoki), wynikające z niedostatecznego unaczynienia moczowodu, wymagają przeprowadzenia operacji rekonstrukcyjnej (ureteroneocystostomia, ureteropyelostomia). Zwężenia światła moczowodu mogą być usuwane za pomocą zabiegu balonowania.
Nieszczelność moczowodu. Pojawia się najczęściej w miejscu wykonanego połączenia, wynika głównie z niedostatecznego ukrwienia rozważanego odcinka. Przeciek pojawiający się w pęcherzu można zatrzymać zakładając cewnik; uszkodzenia moczowodu usuwa się chirurgicznie, zakładając stent lub tworząc nową anastomozę.
Krwiomocz. Pojawia się nierzadko u pacjentów po przebytej operacji; jeżeli nie jest objawem związanym z odrębną przyczyną, ustępuje spontanicznie.
Ostra martwica kanalikowa (ATN). Jeden z najczęściej spotykanych stanów patologicznych, spowodowany głównie przejściowym niedokrwieniem narządu. Pierwotne zmiany nekrotyczne są odwracalne (proliferacja k. nabłonkowych kanalików); brak na razie specyficznej terapii. Zwykle wystarczy zmniejszenie obciążenia nerki przez zmniejszenie dawek leków, kontrola objętości płynów i równowagi elektrolitów oraz przejściowe wprowadzenie dializy. Nakładając się na zespół odrzucania lub nefrotoksyczność spowodowaną cyklosporyną może poważnie opóźnić postawienie właściwej diagnozy.
Torbiel limfatyczna (lymphocele). Naruszenie sieci naczyń limfatycznych, otaczających tętnicę i żyłę biodrową może skutkować tworzeniem się torbieli. Objawy pochodzą z ucisku na otaczające narządy; rozpoznania łatwo dokonać za pomocą badania USG. Torbiel likwiduje się poprzez drenaż przezskórny jej zawartości, połączony z aplikacją środków mających przyśpieszyć zanik cysty. Przy nawracających epizodach torbiel otwiera się do jamy otrzewnej, gdzie płyn może zostać swobodnie wchłonięty.

#### Komplikacje nietechniczne
Zakażenia. Do czynników sprzyjających rozwojowi infekcji należą: duże zabiegi urologiczne, niewyleczone zakażenie u dawcy, umieszczone pooperacyjnie cewniki. Z powodu immunosupresji organizm ma ograniczoną możliwość obrony przed drobnoustrojami; infekcje pozostają najczęstszą przyczyną powikłań śmiertelnych w pierwszym roku po transplantacji. Istnieją szczegółowe wytyczne z zakresu walki z zakażeniami konkretnego typu (bakteryjne, wirusowe, wywołane przez grzyby i protista).
Hiperglikemia. Długotrwałe stosowanie kortykosterydów może przyczynić się do wywołania oporności na insulinę. Konsultując wyniki cyklicznych badań laboratoryjnych należy mieć na uwadze, że przyczyną dostrzeżonych ewentualnie zmian może być niekontrolowana cukrzyca.
Przypadłości żołądkowo-jelitowe. Owrzodzenia i perforacje przewodu pokarmowego występują dość często po transplantacji. Stany zapalne narządów mogą być długo maskowane działaniem leków steroidowych.
Nadczynność przytarczyc. Wtórna nadczynność wywołana chorobą nerek ustępuje samoistnie po rozpoczęciu pracy przeszczepionego narządu. Przetrwały podwyższony poziom wapnia we krwi, oprócz wywołania kamieni nerkowych, bolów mięśniowych czy nadmiernej męczliwości może prowadzić do bardziej poważnych następstw, takich jak zwapnienie naczyń krwionośnych i wtórny rozwój owrzodzeń. Z tego powodu w szczególnie trudnych wypadkach zalecane jest całkowite wycięcie przytarczyc z wtórnym wszczepieniem ich fragmentu.
Nowotwory. Zarówno dializoterapia jak i przeszczepienie nerki naraża pacjentów na zwiększone ryzyko choroby nowotworowej. W wypadku przeszczepiania wynika to zarówno z możliwości przeniesienia niewykrytego guza razem z przeszczepem (sporadycznie), nawrotu wcześniej przebytej choroby jak i rozwinięcia się choroby de novo. W pierwszym wypadku sukces może przynieść zaprzestanie terapii immunosupresyjnej; razem z odrzuceniem nerki organizm zaczyna zwalczać ogniska obcego nowotworu.
Główna przyczyna takiego stanu rzeczy to zahamowanie osłabienie naturalnej odpowiedzi ze strony układu immunologicznego. Immunosupresja wydatnie zwiększa częstość występowania rzadkich nowotworów powodowanych przez czynniki wirusowe, same farmaceutyki również mogą mieć działanie rakotwórcze przy długotrwałym stosowaniu. Zakłócenie funkcji limfocytów powoduje również znaczny odsetek białaczek, łącznie określanych terminem post-transplant lymphoproliferative disease (PTLD).

## Wyniki i rokowania
Na rezultaty operacji przeszczepienia nerki ma wpływ ogromna ilość wzajemnie powiązanych ze sobą czynników; ich względny wpływ kształtuje się różnie na przestrzeni czasu i w zależności od sytuacji konkretnego kraju/ośrodka. Większość szczegółowych analiz uwzględnia dane odnoszące się do połowy bieżącego dziesięciolecia. Istotne zmienne, wpływające na długoterminowy wynik operacji, to:
- wiek dawcy (stanowiący pierwsze przybliżenie jakości samej nerki),
- wiek biorcy (młodsi pacjenci radzą sobie lepiej po transplantacji, jednakże korzyści z przeszczepu widoczne są w każdej grupie wiekowej),
- waga (otyłość zwiększa ryzyko infekcji rany, opóźnionego rozpoczęcia pracy przeszczepu, ostrego odrzucania, itp.),
- rasa (przynajmniej częściowo związana ze statusem społecznym, jednak mogąca mieć też niezależny wpływ na powodzenie),
- zgodność w układzie HLA (ryzyko ostrego odrzucania organu, por. wyżej),
- czas zimnego niedokrwienia nerki (cold ishemic time – okres między pobraniem a wczepieniem organu),
- typ użytego płynu do perfuzji (roztwór UW nieznacznie lepszy od zamienników),
- wpływ wcześniejszych transfuzji krwi (por. wyżej),
- liczba wcześniejszych przeszczepień (wpływ negatywny na rokowania),
- rodzaj stosowanych leków immunosupresyjnych oraz przestrzeganie zasad terapii przez pacjenta.

Należy zaznaczyć, że pomyślnie zakończona transplantacja oznacza dla każdego powrót do normalnego życia. Zwykle po 6 miesiącach od operacji biorca może wznowić pracę zawodową, studia, czy aktywności domowe. Kobiety z przeszczepioną nerką mogą zajść w ciążę i urodzić zdrowe dziecko; ilość spontanicznych poronień jest większa u biorczyń, ale stan zdrowia dzieci nie różni się od normy dla reszty społeczeństwa. Podczas ciąży wzrasta obciążenie nerki, tak więc jej funkcja powinna być przez cały czas monitorowana.
Aktualne statystyki międzynarodowe, dotyczące wszystkich rodzajów transplantacji, są dostępne na stronie projektu Collaborative Transplant Study. W Polsce zestawienia porównawcze są prowadzone przez Poltransplant.

## Kolejka oczekujących w Polsce
Radykalna poprawa rezultatów transplantacji na przestrzeni ostatnich 30 lat wpłynęła na znaczny wzrost zainteresowania tą metodą terapii. Kolejka oczekujących na przeszczepienie nerki w Polsce 3-krotnie przekracza liczbę dokonywanych operacji w roku kalendarzowym. Szczególnie dla osób starszych oznacza to poświęcenie znacznego czasu, który im pozostał, na żmudną dializoterapię. Sytuację tę mogłoby odmienić jedynie zwiększenie ilości dostępnych narządów. Niestety, pomimo promowania w społeczeństwie idei przeszczepów rodzinnych, akceptacji szerszej puli dawców marginalnych oraz stosowania się do najnowszych wytycznych dotyczących pobierania narządów, nie zanotowano znaczącego wzrostu ich ilości.

## Regulacje prawne
- Podstawą prawną obowiązującą w Polsce jest Ustawa o pobieraniu, przechowywaniu i przeszczepianiu komórek, tkanek i narządów z 1 lipca 2005 roku.
- Dokument ten stosuje się do odpowiednich dyrektyw Unii Europejskiej w tej dziedzinie (2004/23/WE, 2006/17/WE, 2006/86/WE).
- Statut Centrum Organizacyjno-Koordynacyjnego do Spraw Transplantacji „Poltransplant” został określony w rozporządzeniu Ministra Zdrowia z dnia 28 czerwca 2006 r., wraz z późniejszymi zmianami.